# Gabrje pri Soteski
Gabrje pri Soteski je naselje v Občini Dolenjske Toplice.